# (15374) Teta
(15374) Teta est un astéroïde de la ceinture principale découvert le 16 janvier 1997.

## Orbite
Son aphélie est de 2,31 UA et son périhélie de 1,67 UA. Son inclinaison est de 32,4°.